# 1521 Seinäjoki
1521 Seinäjoki este un asteroid din centura principală, descoperit pe 22 octombrie 1938, de Yrjö Väisälä.